# Scylaticus punctatus
Scylaticus punctatus är en tvåvingeart som beskrevs av Engel 1932. Scylaticus punctatus ingår i släktet Scylaticus och familjen rovflugor.
Artens utbredningsområde är Zimbabwe. Inga underarter finns listade i Catalogue of Life.